# Крістіан Рівера Ернандес
Крістіан Рівера Ерпнандес (ісп. Cristian Rivera Hernández, нар. 9 липня 1997, Хіхон,  Іспанія) — іспанський футболіст, захисник команди «Ейбар».
Вихованець хіхонського Спортинґа.
1 липня 2016 року уклав трирічну когду з Ейбаром.